# Unicka
Unicka, född 2013, är en italiensk varmblodig travhäst. Hon tävlade under åren 2015–2016 och tränades av Erik Bondo och kördes ofta av Bondo själv eller Pietro Gubellini. Unicka började tävla i oktober 2015 och sprang in 476 346 euro på 15 starter, varav 13 segrar och en andraplats. I mars 2017 kidnappades hon mystiskt från stallet. Hon är än idag (2022) ej återfunnen.

## Karriär
Unicka började tävla i oktober 2015 och kom på fjärde plats i debutloppet. Hon började sedan att rada upp segrar och tog 8 raka segrar mellan december 2015 och juli 2016. Tidigt i karriären blev hon utnämnd av många till en av Europas bästa travhästar. Hon var sedan obesegrad från september 2016 till slutet på tävlingskarriären i november 2016. 
Under treåringssäsongen så segrade hon bland annat i de italienska storloppen Gran Premio Orsi Mangelli och Derby italiano di trotto, och ansågs av många vara efterträdare till den italienska stjärnhästen Varenne, som vann i princip allt under sin tävlingskarriär.

## Kidnappningen
Natten mot den 7 mars 2017 blev Unicka, tillsammans med treåriga Vampire Dany kidnappade från Bondos stall i Santa Croce sull'Arno. På morgonen då stallpersonalen skulle titta till hästarna så var de båda spårlöst borta. Kretsen kring hästen larmade omedelbart polisen, som då påbörjade en utredning om kidnappningen. Ett av polisens utredningsspår var att italienska maffian låg bakom kidnappningen, och ett annat var att hästarna kunde förts till Östeuropa, där kontrollerna vid tävling är bristfälliga. Vid bortförandet hade Unicka värderats till 10 miljoner kronor.
Den 14 november 2017 greps två personer misstänkta för kidnappningen. Det kom även uppgifter om att de Unicka och Vampire Dany skulle vara vid liv, men bekräftades aldrig. Namnen på de misstänkta offentliggjordes aldrig, då man misstänkte att en större liga låg bakom bortförandet. Personerna som greps släppes senare.
Ägaren Gianluca Lami, som stod bakom storstallet Scuderia Wave, som ägde både Unicka och Vampire Dany stängde stallet efter kidnappningarna och sålde sina tävlingshästar.
Varken Unicka eller Vampire Dany är fortfarande återfunna (2022).